# Derrick Adkins
Derrick Adkins (Estados Unidos, 2 de julio de 1970) es un atleta estadounidense, especializado en la prueba de 400 m vallas en la que llegó a ser campeón mundial en 1995 y campeón olímpico en 1996.

## Carrera deportiva
En el Mundial de Gotemburgo 1995 ganó la medalla de oro en los 400 metros vallas, con un tiempo de 47.98 segundos, por delante del zambio Samuel Matete y el francés Stéphane Diagana.
Al año siguiente en las Olimpiadas de Atlanta 1996 volvió a ganar el oro en la misma prueba, de nuevo por delante de Samuel Matete de Zambia y de su compatriota Calvin Davis.